# Wisconsin & Southern Railroad
La Wisconsin and Southern Railroad (marca informativa WSOR) es una compañía ferroviaria regional de Clase II en el sur del estado de Wisconsin y el noreste del estado de Illinois actualmente operado por Watco Companies. Opera las antiguas vías ferroviarias de la Chicago, Milwaukee, St. Paul y Pacific Railroad (Milwaukee Road) y Chicago y North Western Transportation Company (C & NW), adquiridas principalmente por el estado de Wisconsin en la década de 1980.
Dentro de Wisconsin, la WSOR se conecta con cuatro empresas ferroviarias de Clase I: el Ferrocarril BNSF, Canadian National Railway, Canadian Pacific Railway y Union Pacific Railroad. A través de los derechos de paso sobre Metra, WSOR accede a Chicago para conectarse con las dos líneas ferroviarias de clase I, CSX Transportation y Norfolk Southern Railway. WSOR también tiene acceso a las instalaciones portuarias en Prairie du Chien, y las instalaciones de transporte se encuentran en Milwaukee, Janesville, Madison y Oshkosh. A su vez proporciona conexión ferroviaria a 22 elevadores de granos para el transporte de cereal.
La organización de la WSOR para el funcionamiento de la empresa se divide en dos regiones, la División del Norte y la División del Sur. La División del Norte es esencialmente la vía original de la WSOR desde 1980, con algunas líneas nuevas que se han agregado alrededor del área de Milwaukee desde la década de 1990. Incluye la línea noroeste de Milwaukee a Horicon, donde se divide en ramales hacia a Cambria y Oshkosh, así como una línea desde el norte de Milwaukee hasta Kiel. La División del Sur incluye las líneas adquiridas a otra empresa ferroviaria que es la Wisconsin y Calumet Railroad en 1992, centradas en Madison y Janesville, así como varias líneas adquiridas en la década de 1990 en el área de Madison. Las dos divisiones del ferrocarril no están unidas entre sí, sino mediante el enlace de otras líneas ferroviarias de otras empresas que la WSOR tiene los derechos de paso sobre una sección corta de la Wisconsin Central Ltd. de Waukesha a Slinger.
WSOR tiene su sede en Madison, que también es una terminal de operaciones de la empresa. La oficina de despacho del tren se encuentra en Horicon. El mantenimiento de la locomotora se centra en Janesville, y el trabajo secundario también se realiza en Horicon. Los talleres de pintura Horicon de WSOR realizan trabajos por contrato tanto en material rodante como locomotoras.

## Historia
La empresa inició sus operaciones en el año 1980 cuando el estado adquirió varios ramales de la Milwaukee Road, y firmó un acuerdo de 50 años con la Wisconsin and Southern Railroad, organizado por la FSC Corporation, que también era propietaria de Upper Merion y Plymouth Railroad. En agosto del año 1992, la WSOR obtuvo el control del ferrocarril de Wisconsin y Calumet, que había sido creado en el año 1985 para reemplazar las operaciones de la Chicago, Madison y Northern Railroad en líneas estatales que anteriormente formaban parte de la red de la Milwaukee e Illinois Central Gulf Railroad. (Este último ha sido abandonado a excepción de un corto trazo en Madison.) WSOR así obtuvo acceso a Chicago (a través de derechos de paso sobre Metra desde Fox Lake), Janesville, Madison y Prairie du Chien. La expansión adicional provino de un arrendamiento de la Union Pacific Railroad (UP) en el área de Madison ex-C & NW en el año 1996, y de una antigua línea de Milwaukee entre Madison y Watertown de la Soo Line Railroad en 1998 (vendida directamente en 2003). La adquisición más reciente fue al norte de Milwaukee en el año 2005, cuando el estado compró la antigua línea de Milwaukee entre Saukville y Kiel, que Wisconsin Central Railroad. iba a abandonar. Poco después, WSOR alquiló en parte y compró en parte una línea ex C & NW a Sheboygan a la Union Pacific Railroad.
La Wisconsin & Southern Railroad fue nombrada Ferrocarril Regional del Año 2009 por la revista Railway Age.
El 11 de abril de 2011, el presidente y director ejecutivo de WSOR, William Gardner, fue acusado de dos delitos graves después de haber sido investigado de desviar más de $ 60.000 en contribuciones de campaña ilegales a través de empleados de WSOR durante las elecciones para gobernador de 2010 en Wisconsin. Gardner aceptó declararse culpable de dos cargos por delitos graves. Bajo un trato, los fiscales acordaron no llevarlo a la cárcel, sino que buscarían dos años de libertad condicional. En una declaración, Gardner reconoció sus errores y dijo que asumió toda la responsabilidad. La gran mayoría de las contribuciones fueron para el gobernador de Wisconsin, Scott Walker.
El 29 de noviembre de 2011 se anunció que la WSOR sería adquirida por Watco Companies, que finalmente se produjo el traspaso 1 de enero de 2012.
En diciembre de 2012, el estado de Wisconsin emitió $ 17,1 millones en ayuda financiera para WSOR para rehabilitar una línea de 11 millas (18 km) entre Plymouth y Kohler, conectándose con las vías existentes de la WSOR en Plymouth. El servicio ferroviario comenzó a prestarse a partir del año 2015.

## Regiones operativas e instalaciones de mantenimientos ferroviarios de la WSOR
La Wisconsin & Southern Railroad como fue descrito con anterioridad opera en dos regiones que son la división Sur y la división Norte. A continuación de describirán las mismas y sus instalaciones ferroviarias de mantenimiento y distribución de logística de transporte.

### División Sur
- Línea Prairie: Dicha línea abastece al puerto de Prairie Du Chien y a Madison. Los principales productos básicos transportados son principalmente granos, pero también incluyen madera, productos químicos, plásticos y acero.
- Ramal Sauk: Opera desde una conexión con la línea Prairie en Mazomanie, hasta Sauk City. La línea es utilizada por secciones fundamentalmente para el almacenamiento de vagones, el resto de la línea hacia Sauk se encuentra fuera de servicio.
- Ramal de Reedsburg a Madison: Los productos básicos transportados van desde lastre hasta madera y chatarra, pero también incluyen plásticos, arena, granos y productos químicos.
- Ramal de Oregon: Opera desde Madison, hasta Oregón, sirviendo a una planta de producción de cemento de Lycon LLC.
- Principal Madison a Waukesha: Conforma parte de las líneas principales de la empresa, siendo en gran medida la vía ferroviaria en rieles de soldadura continua. Conecta con otras líneas en Madison, con la línea Milton Junction en Milton Junction y punta de línea de la Canadian National Railway en Waukesha. Los productos básicos transportados son variados, desde granos hasta productos químicos y madera, entre otros.
- Línea Watertown Sub-Run: Desde Madison hasta a Watertown, donde se intercambia con Canadian Pacific y Rail & Transload. Los principales productos transportados son granos, plásticos, chatarra, lastre, productos químicos y madera.
- Ramal Cottage Grove: Opera desde Madison, hasta Cottage Grove, conectando con una planta de procesamiento de etanol.
- Conexión Milton Junction: Corre desde Milton Junction hasta a Janesville, donde se conecta con la punta de vía de la Union Pacific y Canadian Pacific (esta última a través de su filial de Iowa, Chicago y Eastern Railroad). Los clientes principales en la línea son principalmente granos, pero también empresas de producción de madera y lastre.
- Línea Monroe: Se dirige desde Janesville hasta a Monroe, que es una antigua vía férrea de la Milwaukee Road. Los productos transportados en la línea son principalmente cereales, maíz y etanol licuado.
- Línea Fox Lake: Conecta desde Janesville hasta con Fox Lake al norte de Illinois con derechos de paso hasta la ciudad de Chicago, también en Illinois. Las materias primas transportadas son variados.
- Ramal de Elkhorn-Runs: Comienza desde Bardwell hasta la ciudad de Elkhorn. Los productos transportados son granos, madera, productos de almacenamiento en frío y agregados.

### División Norte
- Línea Cambria: Es la línea principal de la división norte que va desde norte de Milwaukee hasta Cambria, pasando por los talleres de pintura en Horicon. Los productos transportados varían desde granos y productos químicos hasta madera y lastre.
- Ramal de Fox Lake: Se usa para el almacenamiento de vagones a aproximadamente una milla de Fox Lake Junction.
- Línea Oshkosh: Se dirige desde Horicon hasta Oshkosh. Los productos que se transportan son principalmente cereales y productos químicos.
- Ramal de Markesan: Se dirige desde Brandon hasta Markesan. Los productos transportados son principalmente cereales.
- Ramal de Mayville: Se dirige desde Iron Ridge hasta Mayville. Los productos transportados en dicha línea son piedra caliza y productos envasados.
- Línea Plymouth: Funciona desde una conexión con la Canadian National Railway en Saukville y otra conexión en Kiel. Dicha línea a través de Kiel, se encuentra fuera de servicio y se usa para el almacenamiento de vagones. Los materiales transportados son productos químicos.
- Ramal de Kohler: Recientemente reabierta en el año 2015. Dicha línea comienza desde Plymouth hasta la localidad de Kohler. Los productos transportados son cereales, agregados, productos químicos y madera.
- Ciudad de Madison: se planea en el futuro construir en dicha localidad una terminal ferroviaria llamado Madison Terminal Railway (Terminal Ferroviaria de Madison).

En la ciudad de Janesville en el estado de Wisconsin, se encuentra una serie de instalaciones ferroviarias entre patios de maniobras para el recibimiento de diferentes trenes ya que es un nudo ferroviario y el servicio de mantenimiento mecánico en general. En el casco céntrico de la ciudad de Janesville, se encuentra un pequeño patio donde se ubican estratégicamente las instalaciones ferroviarias para el mantenimiento mecánico y su aprovisionamiento con suministro de combustible, aceites y arena. Allí se encuentra una Casa Redonda donde es el depósito de reparaciones y alistamiento de las locomotoras diésel lindero a la calle S Pearl. Dichas instalaciones se ubican en forma diagonal en la ciudad donde tienen sus límites entre la calle anteriormente nombrada y la calle W Court. En dirección oeste de la ciudad, cruzando la calle S Pearl, se ubica otro patio que comunica con la vía del patio donde se encuentra la Casa Redonda. En dicho lugar es un enorme triángulo ferroviario donde comunica el ramal en dirección oeste hasta la ciudad de Monroe y hacia el sur luego realizando una curva hacia el este hasta la ciudad de Fox Lake, donde tiene conexión ferroviaria con derechos de paso hasta la ciudad de Chicago, en el estado de Illinois. Siguiendo la línea hacia el oeste en dirección hasta la localidad de Monroe, pasando el triángulo ferroviario y cruzando la calle Arch, se ubica otro patio ferroviario de maniobras y recibimiento de convoyes, que a su vez dispone de un desvío con acceso incluido a una industria que se encuentra paralela a dichas instalaciones ferroviarias.
En la División Norte, se encuentran las instalaciones ferroviarias de la ciudad de Horicon. Allí se encuentran dos patios de maniobras, uno que es un enorme triángulo ya que unen dos ramales, uno proveniente de Cambria y el otro ramal desde Oshkosh. En dicho triángulo se encuentra un pequeño taller de pintura de vagones y locomotoras, construida por la WSOR en el año 1994. Allí se realizan labores de pintura integral tanto para la empresa como para terceras empresas tanto locomotoras como vagones de cargas. Han realizado trabajos de pintura de locomotoras a la empresa Alaska Railroad. Hacia el oeste, saliendo del triángulo y que es el ramal a Cambria, se encuentra un patio de maniobras de 6 vías y de una longitud cercana a los 1 mil 200 metros.

## Evolución anual en desarrollo de infraestructuras de vías e instalaciones anexas de la WSOR
A continuación se mostrará una lista de todas las obras que se hicieron en materia de infraestructuras de vías e instalaciones anexas al funcionamiento del ferrocarril desde el inicio de las operaciones a partir del año 1980 y las proyecciones a futuro. En sus 38 años de vida de la empresa, la red de la WSOR se fue expandiendo comprando líneas de otras empresas o rehabilitando líneas abandonadas con gran potencial de desarrollo de transporte.
| Año de contrato | Organismo                   | Lugar                                                         | Propósito                                                           | Préstamos del FRIIP | Subsidios del FRPP | Fondos locales | Costo total del proyecto | Observación |
| --------------- | --------------------------- | ------------------------------------------------------------- | ------------------------------------------------------------------- | ------------------- | ------------------ | -------------- | ------------------------ | ----------- |
| 2018            | Wisconsin & Southern        | Merrimac                                                      | Reparación de puente Fase 2                                         | $ 1.600.000,00      | $ 14.000.000,00    | $ 1.600.000,00 | $ 17.200.000,00          |             |
| 2017            | Wisconsin & Southern        | Walworth Línea estatal                                        | Reparación de vías incluyendo CWR                                   | $ 942.000,00        | $ 7.541.650,00     | $ 942.700,00   | $ 9.427.050,00           |             |
| 2017            | Wisconsin & Southern        | Brandon a Ripon                                               | Rehabilitación de vía incluyendo CWR                                | $ 492.780,00        | $ 3.942.240,00     | $ 492.780,00   | $ 4.927.800,00           |             |
| 2017            | Wisconsin & Southern        | Merrimac                                                      | Reparación de puente Fase 1                                         |                     | $ 400.000,00       | $ 100.000,00   | $ 500.000,00             |             |
| 2017            | Wisconsin & Southern        | Subdivisión Prairie                                           | Reemplazo de puente                                                 | $ 115.824,00        | $ 926.592,00       | $ 115.824,00   | $ 1.158.240,00           |             |
| 2017            | Wisconsin & Southern        | Reedsburg                                                     | Reemplazo de puente                                                 | $ 130.640,00        | $ 1.045.100,00     | $ 130.640,00   | $ 1.306.380,00           |             |
| 2016            | Wisconsin & Southern        | Subdivisión Madison                                           | Reparación y reemplazo de 3 puentes                                 | $ 172.458,00        | $ 1.379.644,00     | $ 172.458,00   | $ 1.724.580,00           |             |
| 2016            | Wisconsin & Southern        | Subdivisión Watertown                                         | Reparación y reemplazo de 6 puentes                                 | $ 520.166,00        | $ 4.161.328,00     | $ 520.166,00   | $ 5.201.660,00           |             |
| 2016            | Wisconsin & Southern        | Subdivisión Plymouth                                          | Reparación de 4 puentes                                             | $ 36.625,00         | $ 293.00,00        | $ 36.625,00    | $ 366.250,00             |             |
| 2016            | Wisconsin & Southern        | Subdivisión Cambria                                           | Reparación de 3 puentes                                             | $ 12.775,49         | $ 102.203,92       | $ 12.775,49    | $ 127.754,90             |             |
| 2016            | Wisconsin & Southern        | Gibson Spur                                                   | Reparación de 1 puente                                              | $ 5.332,00          | $ 42.656,00        | $ 5.332,00     | $ 53.320,00              |             |
| 2016            | Wisconsin & Southern        | Subdivisión Prairie                                           | Reemplazo de durmientes                                             | $ 476.070,00        | $ 3.808.560,00     | $ 476.070,00   | $ 4.760.700,00           |             |
| 2016            | Wisconsin & Southern        | Subdivisión Prairie                                           | Reconstrucción del puente de Green Spring                           | $ 766.700,00        | $ 6.133.600,00     | $ 766.700,00   | $ 7.667.000,00           |             |
| 2016            | Wisconsin & Southern        | Subdivisión Prairie                                           | Reemplazo de rieles en Prairie du chien                             | $ 216.735,00        | $ 1.733.880,00     | $ 216.735,00   | $ 2.167.350,00           |             |
| 2015            | Wisconsin & Southern        | Fairwater a Marckesan                                         | Reparación de vías incluyendo el CWR, desvíos y pasos a nivel       | $ 514.200,00        | $ 4.116.160,00     | $ 514.200,00   | $ 5.145.200,00           |             |
| 2015            | Wisconsin & Southern        | Watertown a Madison                                           | Reparación de vías incluyendo durmientes, balasto y pasos a nivel   | $ 561.141,00        | $ 4.489.128,00     | $ 561.141,00   | $ 5.611.410,00           |             |
| 2015            | Wisconsin & Southern        | Subdivisión Oshkosh                                           | Reemplazo de 7 puentes                                              | $ 198.300,00        | $ 1.586.400,00     | $ 198.300,00   | $ 1.983.00,00            |             |
| 2015            | Wisconsin & Southern        | Subdivisión Waukesa                                           | Reparar 2 estructuras y reemplazar 1 estructura                     |                     | $ 193.600,00       | $ 48.400,00    | $ 242.00,00              |             |
| 2015            | Wisconsin & Southern        | Subdivisión Waukesa                                           | Reparar 10 pasos a nivel                                            | $ 104.183,93        | $ 883.471,41       | $ 104.183,93   | $ 1.041.839.27           |             |
| 2015            | Wisconsin & Southern        | Subdivisión Prairie                                           | Reemplazar 15 puentes                                               | $ 223.230,00        | $ 1.785.840,00     | $ 223.230,00   | $ 2.232.300,00           |             |
| 2015            | Wisconsin & Southern        | Subdivisión Reedsburg y Cotage Grove                          | Reemplazar 7 puentes                                                | $ 208.200,00        | $ 1.665.600,00     | $ 208.200,00   | $ 2.082.000,00           |             |
| 2014            | Wisconsin & Southern        | Janesville a Avalon                                           | Reparación de vías. Incluye rieles y durmientes.                    | $ 700.000,00        | $ 5.600.000,00     | $ 700.000,00   | $ 7.000.000,00           |             |
| 2014            | Wisconsin & Southern        | Fitchburg a Oregon                                            | Reapertura de línea y rehabilitación                                | $ 336.672,00        | $ 2.693.380,00     | $ 286.673,00   | $ 3.336.725,00           |             |
| 2013            | Wisconsin & Southern        | Subdivisión Monroe                                            | Reparación de puentes F-108 y F-30                                  |                     | $ 354.880,15       | $ 88.720,05    | $ 443.600,20             |             |
| 2013            | Wisconsin & Southern        | Subdivisión Prairie                                           | Rehabilitar o reemplazar puentes B-256, B-264 y B-286               | $ 268.787,59        | $ 2.150.300,74     | $ 268.787,60   | $ 2.687.875,93           |             |
| 2013            | Wisconsin & Southern        | Subdivisión Markesan                                          | Rehabilitar puente                                                  |                     | $ 173.499,00       | $ 43.375,00    | $ 216.874,00             |             |
| 2013            | Wisconsin & Southern        | Subdivisión Fox Lake                                          | Rehabilitación de puentes A-532, A-534, A-536, A-538, A-540 & A-542 | $ 390.983,00        | $ 3.127.864,00     | $ 390.983,00   | $ 3.909.830,00           |             |
| 2013            | Wisconsin & Southern        | Vía lateral desde Milton Juction hasta Anderson               | Construcción de vía lateral                                         | $ 218.041,00        | $ 1.744.324,00     | $ 218.041,00   | $ 2.180.406,00           |             |
| 2012            | Wisconsin & Southern        | Desde Plymouth a Kohler                                       | Rehabilitación y reapertura de línea                                | $ 837.275,00        | $ 15.298.197,00    | $ 2.987.274,00 | $ 19.122.746,00          |             |
| 2012            | Wisconsin & Southern        | North Milwaukee a Gibson                                      | Compra de línea férrea                                              |                     | $ 2.200.000,00     | $ 60.000,00    | $ 2.260.000,00           |             |
| 2012            | Wisconsin & Southern        | Estudio sobre los puentes - puentes de toda la red de la WSOR | Estudio de ingeniería                                               | $ 220.000,00        | $ 1.760.000,00     | $ 220.000,00   | $ 2.200.000,00           |             |
| 2012            | Wisconsin & Southern        | Desde Saukville a Elkhart Lake                                | Reparación de vías. Durmientes, pasos a nivel y desvíos             | $ 660.000,00        | $ 5.280.000,00     | $ 660.000,00   | $ 6.600.000,00           |             |
| 2011            | Wisconsin & Southern, WRRTC | Realineamiento del área de Waukesha                           | Rehabilitación de vía                                               |                     | $ 1.767.623,00     | $ 441.906,00   | $ 2.209.529,00           |             |
| 2011            | Wisconsin & Southern, WRRTC | Puentes de toda la red de la WSOR                             | Rehabilitación de puentes B-190, B-318, F-26, F-28, F-84, F-92      | $ 507.819,33        | $ 4.62.556,12      | $ 507.819,64   | $ 5.78.195,09            |             |
| 2011            | Wisconsin & Southern, WRRTC | Desde North Milwaukee a Slinger                               | Rehabilitación de vías                                              | $ 1.089.630,00      | $ 9.142.005,00     | $ 1.195.871,00 | $ 12.353.337,00          |             |

| Año de contrato | Organismo | Lugar | Propósito | Préstamos del FRIIP | Subsidios del FRPP | Fondos locales | Costo total del proyecto |
| --------------- | --------- | ----- | --------- | ------------------- | ------------------ | -------------- | ------------------------ |
|                 |           |       |           |                     |                    |                |                          |
|                 |           |       |           |                     |                    |                |                          |
|                 |           |       |           |                     |                    |                |                          |
|                 |           |       |           |                     |                    |                |                          |
|                 |           |       |           |                     |                    |                |                          |
|                 |           |       |           |                     |                    |                |                          |
|                 |           |       |           |                     |                    |                |                          |
|                 |           |       |           |                     |                    |                |                          |
|                 |           |       |           |                     |                    |                |                          |
|                 |           |       |           |                     |                    |                |                          |
|                 |           |       |           |                     |                    |                |                          |

## Flota actual de locomotoras diésel eléctricas
La Wisconsin & Southern Railroad actualmente dispone en su parque activo un total de 43 locomotoras para la prestación de servicios de cargas y su tren de pasajeros especial que ofrece servicios chárter turísticos a los entusiatas del ferrocarril y el público en general. La totalidad del parque de locomotoras son modelos fabricados por EMD de General Motors. Las modificaciones de las locomotoras fueron posteriores a su denominación original y fueron realizadas por sus anteriores dueños.
| Constructor | Modelo  | Numeración                  | Cantidad | Observaciones                       |
| ----------- | ------- | --------------------------- | -------- | ----------------------------------- |
| EMD         | E9A     | 101; 103                    | 2        | Ex-Milw y UP                        |
| EMD         | E9B     | 102                         | 1        | Ex-UP                               |
| EMD         | GP7u    | 701-702                     | 2        | Ex-AT&SF GP7                        |
| EMD         | MP15AC  | 1501-1506                   | 6        | Ex-Milw                             |
| EMD         | GP38AC  | 3801-3808                   | 8        | Ex-IL y CSX GP40                    |
| EMD         | GP38-2  | 3809-3813                   | 5        | Ex-NdeM                             |
| EMD         | SD40-2  | 4001-4011; 4030; 4050- 4054 | 17       | Ex-Rock Island, UP, Milw, MP y C&EI |
| EMD         | SD40M-2 | 4076-4077                   | 2        | Ex-C&O SD40-2                       |